# S/y Joseph Conrad
Joseph Conrad – jacht oceaniczny typu J-140 ("stuczterdziestka"), którego armatorem był Morski Klub Żeglarski AZS w Gdańsku.

## Historia i rejsy
Powstał w 1958 roku jako pierwszy z serii jachtów oceanicznych budowanych w Stoczni Gdańskiej. Pierwszym kapitanem Josepha Conrada był Bogdan Dacko, później jednostką dowodził m.in. Zbigniew Szpetulski.
Nazwa jachtu – Joseph Conrad, pochodzi od angielskiego pisarza polskiego pochodzenia (Józefa Konrada Korzeniowskiego). Jednostka nosi żagle koloru białego, nazwa jest pisana charakterystycznie na obu burtach jachtu pismem Josepha Conrada.
- 1958 – rejs do Casablanki (nieudana wyprawa na 350-lecie osadnictwa w Stanach Zjednoczonych do Jamestown)
- 1972 – rejs na Jan Mayen i dookoła Islandii
- 1974 – rejs do Casablanki i na Wyspy Kanaryjskie
- 1977 – rejs na Morze Czarne
- 1980 – rejs "Kuba 80" na Kubę (organizator - Klub Żeglarski AZS Politechniki Poznańskiej)
- 1984 – generalny remont jachtu łącznie z wymianą blach kadłuba oraz zabudową wnętrza (1983/1984), a następnie rejs do Kanady w ramach Tall Ships Races zorganizowanych na 450-lecie odkrycia Kanady przez Jacques'a Cartierana, (organizator remontu i rejsu - Akademicki Klub Żeglarski AZS Warszawa), kapitan Marek Makowski (Gdynia-Quebec) i Andrzej Biling (Quebec-Gdynia)
- 1986 – rejs wokół Europy[1]
- 1988–1990 – rejs do Australii na jej 200-lecie (nieudana wyprawa dookoła świata – powrót przez Kanał Sueski z postojami na Cyprze i w Algierii)
- 1994–1995 – rejs na Morze Śródziemne
- noc z 31.12.1995 na 01.01.1996 - Morze Śródziemnie, ok. 10 Mm od Szarszal -  wejście jachtu na mieliznę[2]
- 2003/2004 – rejs sylwestrowy po Bałtyku
- 2006 – udział w Tall Ships' Races
- 2009 – udział w Tall Ships' Races
- 2011 – udział w armadzie skautowej Simply Sailing na Międzynarodowy Zlot Jamboree w Szwecji (organizator – Zespół Pilota Chorągwi Łódzkiej ZHP) – kapitan Piotr Nowacki
- 2012 – "białe noce" rejs do Sankt Petersburga – kapitan  Juliusz Ogórkowski
- 2013 – udział w Tall Ships' Races – kapitan Piotr Nowacki
- 2013/2016 – remont kapitalny blach zewnętrznych oraz wnętrza, doposażenie jachtu i wymiana żagli.
- 2018/2019 - Jacht zostaje przekazany organizacji katolickiej; Morski Klub Żeglarski AZS w Gdańsku zostaje rozwiązany.